# Economicismo (socialismo)
El economicismo fue una corriente del socialismo ruso marxista surgida a finales del siglo XIX.

## El análisis economicista
La doctrina economicista otorgaba prioridad a los objetivos económicos (mejora de la situación material del proletariado) sobre los políticos. Sus partidarios, que se concentraban entre los jóvenes marxistas de finales del siglo XIX, consideraban que el movimiento socialista ruso surgido de la agitación de comienzos de la década de 1890 no se hallaba aún suficientemente desarrollado como para centrarse en objetivos políticos; sin negar el análisis marxista, lo consideraban irrelevante para la situación rusa del momento. Los economicistas más extremos habían evolucionado a un sindicalismo indiferente a la lucha política y se concentraban únicamente en objetivos económicos. Para estos, la lucha política era una mera obsesión de los intelectuales socialistas que no deseaban los trabajadores ni se correspondía con sus verdaderos intereses. Según estos, el fin de la autocracia no mejoraría la situación de los trabajadores y no debía convertirse en el principal objetivo del futuro partido político socialdemócrata.
Sus críticos, entre ellos los miembros del Grupo para la Emancipación del Trabajo (GET), les asociaron al revisionismo de Eduard Bernstein quien, en la primavera de 1899, afirmó que muchos de los socialdemócratas que agitaban en Rusia eran cercanos a su posición ideológica. Las dos corrientes eran contemporáneas. Plejánov consideraba el economicismo como instrumento para extender los principios revisionistas entre los marxistas rusos.
Los partidarios de esta corriente encontraban el resultado de los propagandistas marxistas pobre entre el proletariado. Según su evaluación, la propaganda apenas había logrado extender el marxismo entre unos exclusivos círculos de trabajadores, pero no había logrado formar los necesarios cuadros que permitiesen promover el socialismo entre las masas. La agitación basada en la defensa de los objetivos económicos inmediatos de los trabajadores, por el contrario, comenzó a mostrarse efectiva en la década de 1890.

## Evolución
La preferencia por la agitación económica había sido defendida ya en 1889 por socialistas polacos. Su utilización en la Polonia rusa llevó a crecientes movilizaciones y a las grandes huelgas de 1892. En 1895, círculos marxistas rusos entre los que se encontraban Lenin o Yuli Mártov formaron la Unión para la Lucha por la Emancipación de la Clase Trabajadora, una nueva organización dedicada a la agitación mediante objetivos económicos. Una de las consecuencias del éxito de la táctica fue la gran huelga textil de Petrogrado de 1896, que mostró la fuerza del nuevo movimiento sindicalista surgido de la agitación. En la segunda mitad de la década las protestas laborales se convirtieron en una importante preocupación para las autoridades rusas. El crecimiento del movimiento entre la intelectualidad y parte de los trabajadores y los contactos entre ambos fomentaba el crecimiento de la posición economicista: la agitación había fomentado el crecimiento del movimiento socialista, pero también había hecho patente las preferencias por objetivos económicos de los trabajadores y las tensiones entre teoría y práctica socialistas. La notable indiferencia de gran parte del proletariado por la lucha política y la oposición al Gobierno y su preocupación por mejorar su situación económica inmediata hicieron que la mayoría de la intelectualidad socialdemócrata rusa se acercase a las posiciones economicistas. Enfrentados a las preferencias de los trabajadores, trataron de adaptarse a ellas en vez de intentar encauzar su descontento hacia el marxismo, en vez de convertirse en el «Estado Mayor» de la revolución, se hicieron auxiliares del movimiento obrero.
En parte, el auge del economicismo entre los socialdemócratas rusos se debió al arresto de los dirigentes más entregados a la lucha política (Lenin, Martov o Potresov) y la aparición de otros menos veteranos pero curtidos en la agitación entre los trabajadores. Su experiencia y éxito en las actividades agitadoras tenía en ellos más peso que las teorías políticas abstractas y les atraía hacia el economicismo.
A finales de 1897, la nueva corriente comenzó a expresarse a través del periódico clandestino El pensamiento obrero (Rabochaia musl), publicado en San Petersburgo. Poco después algunos exiliados, entre los que destacaron Serguéi Nikolayevich Prokopovich y su esposa Kuskova, comenzaron a poner en entredicho ciertos principios de la socialdemocracia rusa, lo que se unió a las crecientes tensiones organizativas entre los jóvenes de la Unión de Socialdemócratas Rusos y los veteranos del GET. Parte de la Unión pasó a defender la posición de Prokopovich y la organización de Lenin y Martov, una vez eliminados estos de la política por la policía zarista, eligió el Pensamiento como publicación oficial, alineándose con los economicistas.
A pesar de la supuesta unidad de las organizaciones socialdemócratas lograda mediante la fundación del Partido Obrero Socialdemócrata de Rusia en marzo de 1898 en su primer congreso, pronto el economicismo mostró las diferencias entre las fracciones. En el momento en el que el movimiento socialdemócrata ruso parecía haber logrado la unidad, las disputas acerca de la nueva corriente pusieron en peligro esta unidad; sus adversarios la consideraban una peligrosa desviación de la interpretación ortodoxa del marxismo, y la atacaron con dureza. Los economicistas rechazaron el manifiesto fundacional del partido, que otorgaba a la lucha por las libertades políticas prioridad en los objetivos del partido. En noviembre, el GET y sus partidarios se vieron derrotados en el congreso de la Unión.

## Oposición al economicismo
Las discusiones sobre la corrección de la interpretación economicista de la situación se desarrollaron en 1897 y 1903, distinguiéndose dos fases: la primera, de 1897 a 1899, y la segunda, de 1900 a 1903. En la primera, el principal azote de los economicistas fue Pável Axelrod, que mezcló su oposición rotunda a la corriente con sus disputas personales con los adversarios economicistas. Los roces entre los jóvenes agrupados en la Unión de Socialdemócratas rusos y los veteranos del GET avivaron la disputa, que fue una mezcla de desacuerdos teóricos y desavenencias personales. Plejánov, centrado en la primera fase en su crítica a los revisionistas alemanes, solo comenzó su campaña contra los economicistas en 1899, atacándoles con ferocidad porque consideraba que subestimaban el papel de la intelectualidad en el movimiento socialista. Desde su exilio siberiano, Lenin respaldó las críticas. Incapaz de retomar el control de las publicaciones de la Unión, el GET decidió volver a publicar por su cuenta y presentó el Vademécum de Plejánov en marzo de 1900, una acerba crítica de los economicistas que llevó a la separación del GET y la Unión al mes siguiente.
Desde 1899 la corriente se hallaba en decadencia y los duros ataques de Gueorgui Plejánov y Lenin hacia ella se debían en parte a su deseo de utilizarla como medio para desacreditar a aquellos que disentían de ellos. Las actividades de Iskra y sus representantes contra la corriente la llevaron a la decadencia: a comienzos de 1903 uno de sus más destacados representantes abandonó la Unión de Socialdemócratas y el mismo año dejó de publicarse El pensamiento obrero. Para cuando se terminó reuniendo el II Congreso del partido en el verano de 1903, Iskra se había asegurado el control de la mayoría de los delegados y los economicistas apenas lograron enviar dos representantes.